# Anthony Dirrell
Anthony Dirrell est un boxeur américain né le 14 octobre 1984 à Flint, Michigan.

## Carrière
Passé professionnel en 2005, il devient champion du monde des poids super-moyens WBC le 16 août 2014 après sa victoire aux points contre Sakio Bika lors de leur second combat, le premier s'étant terminé par un match nul. Il perd en revanche son titre dès le combat suivant face au suédois Badou Jack le 24 avril 2015 puis le récupère le 23 février 2019 aux dépens d'Avni Yildirim.
Dirrell s'incline dès la première défense de son titre contre David Benavidez le 28 septembre 2019.